# Vicente Alejandro Guillamón
Vicente Alejandro Guillamón (Onda, Castellón, 4 de junio de 1930 - Collado Villalba, 14 de enero de 2021) fue un periodista y escritor español.

## Biografía
Hijo menor de una familia de pequeños agricultores y ganaderos, nació en Onda, provincia de Castellón en 1930. Perito mercantil por las escuelas de Melilla y Málaga y periodista formado en la Escuela Oficial de Periodismo de Madrid. Ha trabajado en el Telegrama del Rif como corresponsal, el semanario Signo, La Actualidad Económica, el diario El Alcázar de PESA, la agencia de noticias mexicana AMEX, la Agencia EFE, donde durante 17 años cubrió diversos puestos, desde primer delegado regional de la agencia en la Comunidad Valenciana hasta redactor-jefe de información nacional, y director de la revista de información religiosa Vida Nueva.
Ocasionalmente, en la década de los setenta, en el ámbito docente, ejerció como profesor de redacción periodística en la, entonces, recién inaugurada Facultad de Periodismo de Valencia (UV).
En 1982 fundó la UCIP (Unión Católica de Informadores y Periodistas), organización que agrupa a buena parte de los periodistas católicos españoles.
Durante el franquismo formó parte en la clandestinidad de los grupúsculos democristianos que se oponían al régimen. En 1960 fundó, con antiguos miembros de la JOC (Juventud Obrera Católica), la Federación Sindical de Trabajadores (FST), de inspiración cristiana y actividad subterránea, que acabó fagocitada por la USO (Unión Sindical Obrera), y en 1964 se unió al sector socialista que intentaba articular el PSOE (Partido Socialista Obrero Español) de aquel entonces. Su militancia socialista finalizó en 1977 tras el desengaño que le produjo el camino seguido por esta organización política y el hecho de no encontrarse cómodo en el marxismo, aunque fuese moderado, debido a su formación y posicionamientos netamente liberales. En este sentido, hay que tener en cuenta que tanto su abuelo como su padre eran profundamente liberales. Su abuelo fue seguidor del Partido Liberal de Sagasta y su padre, nacido en la localidad de Santa Fe, isla de Pinos (Cuba), militó, primero, en dicho partido, con el que llegó a ser alcalde de la pequeña localidad castellonense de Espadilla, y después, tras su desaparición durante la república, en el Partido Radical que lideraba Alejandro Lerroux

## Ensayo
- Justicia Social, Doctrina para un sindicalismo de inspiración cristiana, Pluma, Madrid, 1962.
- La política al desnudo, Pluma, Valencia, 1975, ISBN 978-84-400-9403-2 ISBN 84-400-9403-5.
- Neopersonalismo Cristiano, Una teoría para la participación en la vida pública, Editorial San Pablo, Madrid, 1997, ISBN 978-84-285-1931-1 ISBN 84-285-1931-5. Obra destinada a esclarecer ese estado nebuloso, supuesto o sobreentendido, en el que se encuentra sumida la expresión “humanismo cristiano” y sobre cómo y hacia dónde podrían dirigirse los criterios de participación de los cristianos en la vida pública actual y venidera.

El autor entiende que el significado de persona desde el pensamiento cristiano, atribuye a cada una de las personas individualmente la dignidad suprema, sin poner a una por encima de otra, al contrario que Mounier y Maritain, quiénes explicaban que el personalismo comunitario equivale a decir que el ser humano “adquiere su personalidad básicamente en el grupo en tanto que un miembro de la comunidad, y no por sí mismo”.
- Prólogo y epílogo del libro Diez horas de Estat Catalá: la proclamación del Estado Catalán en octubre de 1934 contada por un testigo ocular, de Enrique de Angulo, Ediciones Encuentro, Madrid, 2005, ISBN 978-84-7490-522-9.
- El caos de la II República, breve historia de los hechos que antecedieron a la guerra civil española, LibrosLibres, Madrid, 2006, ISBN 978-84-96088-57-3 ISBN 84-96088-57-X.
- Los masones en el Gobierno de España. La belicosa historia de la masonería española y sus repetidos asaltos al poder. LibrosLibres, Madrid, 2009, ISBN 978-84-92654-13-0.
- Defensa Cristiana del Liberalismo. ¿Es posible ser católico y liberal sin padecer algún tipo de esquizofrenia ideológica? El autor aborda el complejo y con frecuencia turbio mundo de la política en clave liberal y a la vez cristiana, dos enfoques considerados habitualmente como antagónicos. Prólogo del profesor Carlos Rodríguez Braun. Ediciones De Buena Tinta, 2013, ISBN 978-84-941681-2-3.

## Teatro
- Crónica de sucesos, trata sobre un reportaje tendencioso. Está escenificado en verde lagarto y negro charol y dividido en tres actos. Es un texto de ambiente policíaco con seis personajes (cuatro masculinos y dos femeninos), AAT Asociación de Autores de Teatro, Madrid, 2000, ISBN 978-84-88659-17-0 ISBN 84-88659-17-2.

## Novela
- Corpus de sangre en Toledo, Ediciones Encuentro, Madrid, 1985, ISBN 978-84-7490-121-4 ISBN 84-7490-121-9.

## Obra satírica
- Las señoras tienen un gran porvenir por delante, Pluma, Alboraya, Valencia,  1977, ISBN 978-84-400-2728-3 ISBN 84-400-2728-1. Obra satírica en la que se ponen en solfa los motivos de los movimientos feministas.